# 藤田覚
藤田 覚（ふじた さとる、1946年6月5日 - ）は、日本近世史学者。学位は、文学博士（東北大学・論文博士・1990年）（学位論文「幕藩制国家の政治史的研究－天保期の秩序・軍事・外交」）。東京大学名誉教授。長野県生まれ。

## 略歴
- 1969年3月 千葉大学文理学部卒業（人文課程史学専攻）
- 1974年3月 東北大学大学院文学研究科国史学専攻博士課程中退
- 1975年4月 東京大学史料編纂所教務職員
- 1976年4月 東京大学史料編纂所助手
- 1986年3月 東京大学史料編纂所助教授
- 1990年 「幕藩制国家の政治史的研究－天保期の秩序・軍事・外交」で東北大学より文学博士の学位を取得
- 1993年4月 東京大学史料編纂所教授
- 1996年4月 東京大学大学院人文社会系研究科教授
- 2007年 歴史学研究会委員長
- 2010年3月 東京大学定年退職

## 受賞歴
- 2006年『近世後期政治史と対外関係』で角川源義賞受賞。

## 著書
- 『幕藩制国家の政治史的研究 天保期の秩序・軍事・外交』校倉書房 1987
- 『天保の改革』吉川弘文館 1989　ISBN 9784642066440
- 『遠山金四郎の時代』校倉書房 1992／講談社学術文庫 2015
- 『松平定信 政治改革に挑んだ老中』中公新書 1993
- 『幕末の天皇』講談社選書メチエ 1994／講談社学術文庫 2013
- 『水野忠邦 政治改革にかけた金権老中』東洋経済新報社 1994
- 『近世政治史と天皇』吉川弘文館 1999　ISBN 9784642033534
- 『近世の三大改革』山川出版社〈日本史リブレット〉 2002
- 『大江戸世相夜話 奉行、髪結い、高利貸し』中公新書 2003／「〈名奉行〉の力量」講談社学術文庫 2021
- 『近世後期政治史と対外関係』東京大学出版会 2005
- 『田沼意次－御不審を蒙ること、身に覚えなし』ミネルヴァ書房〈ミネルヴァ日本評伝選〉 2007
- 『遠山景元 老中にたてついた名奉行』山川出版社〈日本史リブレット〉 2009
- 『天皇の歴史06　江戸時代の天皇』講談社 2011／講談社学術文庫 2018
- 『泰平のしくみ　江戸の行政と社会』岩波書店 2012
- 『日本近世の歴史4　田沼時代』吉川弘文館 2012。編集委員　ISBN 9784642064323
- 『近世史料論の世界』 校倉書房 2012
- 『幕末から維新へ〈シリーズ日本近世史 5〉』岩波新書 2015
- 『勘定奉行の江戸時代』筑摩書房〈ちくま新書〉 2018
- 『光格天皇－自身を後にし天下万民を先とし』ミネルヴァ書房〈ミネルヴァ日本評伝選〉2018
- 『日本の開国と多摩 生糸・農兵・武州一揆』吉川弘文館<歴史文化ライブラリー> 2020　ISBN　9784642059039
- 『インテリジェンス都市・江戸　江戸幕府の政治と情報システム』朝日新書 2022.5
- 『遠山景晋』吉川弘文館〈人物叢書〉2022.6　ISBN　9784642053068
- 『武人儒学者 新井白石　正徳の治の実態』吉川弘文館<歴史文化ライブラリー> 2024　ISBN　9784642060004

### 共編著
- 『十七世紀の日本と東アジア』山川出版社 2000
- 『幕藩制改革の展開』山川出版社 2001
- 『街道の日本史20　江戸 街道の起点』大岡聡共編 吉川弘文館 2003　ISBN 9784642062206
- 『日本の時代史17　近代の胎動』吉川弘文館 2003　ISBN 9784642008174
- 『近世法の再検討 歴史学と法史学の対話』山川出版社 2005（史学会シンポジウム叢書）
- 『長崎奉行 遠山景晋日記』荒木裕行・戸森麻衣子共編 清文堂出版 2005
- 『前近代の日本列島と朝鮮半島』佐藤信共編 山川出版社 2007（史学会シンポジウム叢書）
- 『十八世紀日本の政治と外交』山川出版社 2010（史学会シンポジウム叢書）
- 『幕藩制国家の政治構造』吉川弘文館 2016　ISBN 9784642034753